# Mur de boucliers

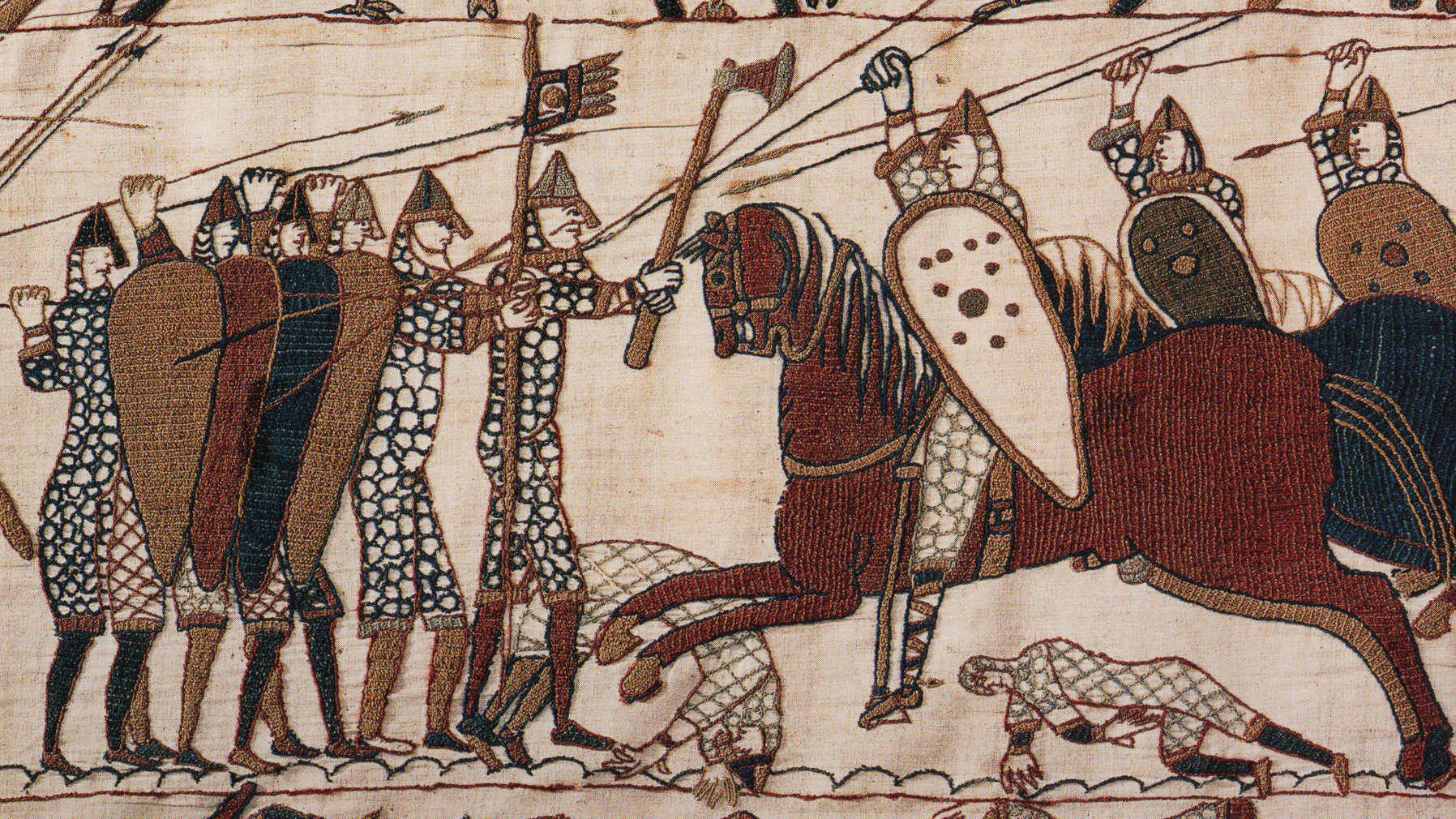
Le mur de boucliers anglais face à la charge de la cavalerie normande lors de la bataille d'Hastings (tapisserie de Bayeux).

Le mur de boucliers est une tactique militaire attestée dans de nombreuses cultures jusqu'à l'époque moderne. Elle consiste à créer une ligne de défense dans laquelle les soldats se tiennent épaule contre épaule. Leurs boucliers brandis devant eux se chevauchent, constituant un véritable mur.
Cette tactique est utilisée dans l'Antiquité par la phalange grecque et la légion romaine. Au Moyen Âge, son emploi est attesté chez les Anglo-Saxons (tactique appelée scildweall ou bordweall en vieil anglais) et les Vikings (tactique appelée skjaldborg en vieux norrois), notamment lors de la bataille d'Hastings en 1066.